# Třetí muž
Třetí muž je černobílý britský thriller (někdy řazený do žánru film noir) z roku 1949, jejž režíroval Carol Reed; v hlavních rolích se objevili Joseph Cotten, Alida Valliová, Orson Welles a Trevor Howard. Scénář napsal Graham Greene, který následně publikoval novelu stejného jména (i když text původně vznikl jen jako „surový materiál“ pro přípravu scénáře). Hudba Antona Karase používá – pro žánr thrilleru netypicky – pouze citeru.

## Děj
Dějištěm je poválečná Vídeň, rozdělená do čtyř okupačních sektorů. Spisovatel šestákových kovbojek Holly Martins (Joseph Cotten) sem přijíždí na pozvání Harryho Limea (Orson Welles), svého přítele z dětství; dozvídá se však, že Harry před několika dny zemřel při dopravní nehodě. Na pohřbu Martins potkává dva členy britské vojenské policie, seržanta Painea (Bernard Lee) a jeho nadřízeného, majora Callowaye (Trevor Howard). Později se Martins seznámí s Annou Schmidtovou (Alida Valliová), jež byla Limeovou milenkou. Martinsovi začnou okolnosti Harryho smrti připadat podezřelé. Postupně zjistí, že Harry, který byl zapleten do pokoutních obchodů s kradeným penicilínem, svou smrt předstíral, aby unikl zájmu policie. Když Martins zjistí, že Harry penicilín nechal ředit a má na svědomí životy řady lidí, souhlasí s tím, že sehraje úlohu policejní volavky. Následuje honička v kanálech pod Vídní, kde nakonec Harry Lime umírá. Po pohřbu Martins doufá, že bude mít možnost promluvit si s Annou, ta jej však neuzná za hodna jediného pohledu a odchází.

## Produkce

### Scénář
Producent Alexander Korda požádal Grahama Greena, zda by po Padlém idolu (The Fallen Idol, 1948) mohl napsat pro režiséra Carola Reeda další scénář. Greene mu poslal počátek možného příběhu, který jej napadl o mnoho let dříve:
Bylo tomu týden, co jsem dal poslední sbohem Harrymu, když jeho rakev spouštěli do zmrzlé únorové hlíny, takže jsem sotva věřil svým očím, když jsem ho spatřil na londýnském Strandu, jak mě bez povšimnutí míjí v davu chodců.
Korda nebyl s tímto námětem zcela spokojen. Greene poté navrhl změnit dějiště příběhu a místo Londýna použít Řím nebo Paříž. Karl Hartl, před druhou světovou válkou Kordův asistent produkce a nyní ředitel Wien-Film, navrhl přenést příběh do Vídně a natočit film v reálných lokacích.
Greene dostal od Kordy deset tisíc liber a odejel do Vídně, aby tam provedl průzkum a pracoval na návrhu scénáře. Jako inspirace posloužily Greenovi návštěva stok a zpráva britského důstojníka o skupině překupníků penicilinu. Filmovou poradkyní pro Rakousko se stala britská spisovatelka a režisérka Elizabeth Montagu (1909–2002), která s Kordou spolupracovala již dříve při produkci filmu Anna Karenina. V Itálii pak Greene napsal filmovou povídku (treatment). Jako Greene poznamenal později, byl Třetí muž určen „ne ke čtení, ale ke sledování“. Následující verze scénáře byla sepsána v úzké spolupráci s Carolem Reedem. V této verzi byla mimo jiné změněna národnost některých postav. Tak se z britského občana Harryho Lima stal Američan a byl vyškrtnut motiv využití jeho kroužku podloudníků k šíření protisovětské propagandy.
Alexander Korda dohodl s ohledem na distribuci filmu v USA koprodukci s Davidem O. Selznickem. Díky tomu mohli být angažováni Joseph Cotten a Alida Valli, kteří byli u Selznicka smluvně vázáni. Na oplátku Selznick dostal práva na veškeré příjmy z amerického trhu a na uměleckou kontrolu nad americkou verzí. Orson Welles se za honorář přesahující 100 000 dolarů ujal role Harryho Lima.
V srpnu 1948 se Reed a Greene setkali se Selznickem, jenž měl právo spolurozhodovat o scénáři, ale žádný ze Selznickových návrhů nebyl přijat. Oproti tomu Reed prosadil svůj názor, že film nemá končit happyendem. Greene později vydal novelu, která byla založena na původním textu a v níž byl šťastný konec zachován. Greene k tomu ještě napsal: „Jeden z velmi mála větších sporů mezi Carolem Reedem a mnou se týkal závěru, a ukázalo se, že měl naprostou pravdu.“

#### Dialog o kukačkových hodinách
V proslulé scéně se Lime setkává s Martinsem na Obřím kole v Prátru. Lime shlíží na drobné postavičky lidí pod nimi, mluví o nich jako o tečkách a říká, že by bylo lhostejné, kdyby se jedna nebo několik z nich „přestaly hýbat, a to navždy“. Zpátky na zemi Lime poznamená:
Vzpomeň si, co říkal jeden chlápek: V Itálii během třiceti let vlády Borgiů byly války, teror, vraždy, krveprolití. Ale dali světu Michelangela, Leonarda da Vinciho a renesanci. Ve Švýcarsku se k sobě chovali jako bratři. Měli pět set let demokracie a míru, a co vymysleli? Kukačkové hodiny.
Tuto poznámku přidal Orson Welles (v publikovaném scénáři byla uvedena v poznámce pod čarou). Greene uvedl (v dopise z 13. října 1977): „Při natáčení Třetího muže jsme zjistili, že kvůli časování potřebujeme do dialogu přidat větu.“ Welles prý řekl, že text pochází ze „staré maďarské hry“ – v každém případě myšlenka nepocházela od něj, jak Welles vyjádřil frází „co říkal jeden chlápek“. Pravděpodobným autorem myšlenky je malíř James McNeill Whistler.
Kniha This is Orson Welles (1993) cituje Wellese: „Když film vstoupil do kin, Švýcaři mě velmi mile upozornili, že v jejich zemi se nikdy kukačkové hodiny nevyráběly“ (tento druh hodin pochází z německého Černého lesa). Spisovatel John McPhee poukázal na to, že když v Itálii vzkvétala dynastie Borgiů, Švýcarsko mělo „nejmocnější a nejobávanější armádu v Evropě“ a nebylo mírumilovnou neutrální zemí, kterou se mělo stát později.

### Natáčení
Sedm týdnů trvající natáčení ve Vídni bylo zahájeno v říjnu 1948. Paralelně pracovaly tři filmové štáby, z nichž jeden byl určen výhradně pro noční záběry (kameraman Robert Krasker). Aby noční záběry chodníků a ulic dobře vyšly, byly ulice opakovaně kropeny. V jedné scéně je dokonce vidět v pozadí hasičský vůz a hasiče při práci. Další tým snímal scény ve stokách. Třetí tým (kameraman Hans Schneeberger) pořídil mimo jiné záběry Vídně pro úvodní sekvenci.
Orson Welles pobyl ve Vídni pouze dva týdny, takže mnoho z jeho scén bylo natočeno s dublérem (byl jím Guy Hamilton, tehdy pomocný režisér).
Po dokončení natáčení ve Vídni pokračovaly do března 1949 práce v londýnských filmových studiích Isleworth a Shepperton. Zde vznikly mimo jiné dotáčky scén pronásledování v kanálech.

### Hudba
Filmovou hudbu složil a nahrál na citeru Anton Karas, který byl do té doby téměř neznámým muzikantem hrajícím v místních hospůdkách. Podle časopisu Time
film měl být doplněn hudbou, která by vyvolávala atmosféru Vídně po druhé světové válce. Režisér Reed se ale chtěl vyhnout kýčovitým, hřmotně instrumentovaným valčíkům. Jednoho večera slyšel ve vídeňské zahradní vinárničce citeristu Antona Karase a byl fascinován drásavou melancholií jeho hudby.
Reed přivezl Karase do Londýna, kde pak Karas bydlel v Reedově domě a šest týdnů společně pracovali na hudbě k filmu.

## Přijetí
Světová premiéra se konala 1. září 1949 v kině Ritz v Hastings ve Východním Sussexu.
Ve Spojeném království se Třetí muž stal nejvýdělečnějším filmem roku 1949. Rakouští kritici nebyli nadšeni a film byl v Rakousku promítán jen pár týdnů. Přesto vídeňský Arbeiter-Zeitung, i když hodnotil zápletku jako „ne příliš logickou“, ocenil „mistrovské“ zobrazení „doby vymknuté z kloubů“ a atmosféru „nejistoty, chudoby a poválečného morálního úpadku“. William Cook v roce 2006 po své návštěvě malého vídeňského muzea věnovaného tomuto filmu napsal: „V Británii je to thriller o přátelství a zradě, ve Vídni tragédie o rakouském problematickém vztahu k minulosti.“
Někteří kritici vytýkali filmu užití neobvyklých úhlů kamery. C. A. Lejeune v The Observer zhodnotil Reedův zvyk snímat scény nakřivo jako „velmi rušivý“. Americký režisér William Rey, blízký Reedův přítel, mu poslal vodováhu s poznámkou: „Carole, až budeš točit další film, prostě to postav na kameru, ano?“
Po svém uvedení v Británii a Americe film obdržel převážně pozitivní recenze. Časopis Time časopis napsal, že film byl „nadupaný kinematografickými rozinkami, na které by mohl být pyšný raný Hitchcock: geniální zvraty a zápletky, jemné detaily, plně vykreslené postavy, atmosférická pozadí, která se stávají podstatnou součástí příběhu, obratné míšení zlověstného se směšným“.
Filmový kritik The New York Times Bosley Crowther po úvodní poznámce, že film byl natočen pouze „pro vzrušení a zábavu“, napsal, že Reed „skvěle použil celý pytel svých filmových triků,
celý rozsah svého tvůrčího génia“ a zmínil režisérův „ďábelsky zlomyslný humor“. Řídkou výjimkou byl britský komunistický list The Daily Worker, který si stěžoval, že „se nešetřilo úsilím, aby sovětské úřady byly vykresleny zlověstně a nesympaticky.“
S odstupem času si film získal pověst mistrovského díla. Kritik Roger Ebert zařadil film do knižního seznamu „The Great Movies“ a napsal: „Ze všech filmů, které jsem viděl, tento nejúplněji ztělesňuje romantiku, pro kterou chodíme do kina.“ Když Ebert ve zvláštní epizodě pořadu Siskel & Ebert v roce 1994 diskutoval o filmových záporácích, jmenoval Lima jako svého oblíbeného filmového padoucha. Gene Siskel poznamenal, že to byl „kus skvělé filmařiny, který zdůraznil důsledky druhé světové války a postavil je vedle postav s jejich vlastními porušenými životními příběhy.“
Film má na Rotten Tomatoes 99% hodnocení na základě 79 recenzí s průměrným hodnocením 9,3/10.